# UTC−07:00
| Južni poletni/severni standardni čas Morska območja | Severni poletni/južni standardni čas Standardni čas vse leto |

UTC−07:00 je časovni pas z zamikom −7 ur glede na univerzalni koordinirani čas (UTC). Ta čas se uporablja na naslednjih ozemljih (stanje v začetku leta 2016):

## Kot standardni čas (vse leto)

### Severna Amerika
- Kanada
  - Britanska Kolumbija (samo del doline reke Peace)
- Mehika
  - Sonora
  - otočje Revillagigedo, razen otoka Clarion
- Združene države Amerike
  - Arizona, razen dela, ki pripada polavtonomnemu ozemlju Navajo Nation (ta upošteva poletni čas)

## Kot standardni čas (samo pozimi na severni polobli)

### Severna Amerika
- Kanada
  - Alberta, Britanska Kolumbija (jugovzhodni del), Nunavut (zahodni del), Severozahodni teritoriji (večina ozemlja)
  - Saskatchewan (samo mesto Lloydminster z okolico)
- Mehika
  - Zvezne države Južna spodnja Kalifornija, Chihuahua, Nayarit (večina ozemlja) in Sinaloa
- Združene države Amerike - gorski standardni čas
  - Celotno ozemlje zveznih držav Kolorado, Montana, Nova Mehika, Utah in Wyoming
  - Večina Idaha
  - Jugozahodni del Severne Dakote
  - Zahodni del Kansasa, Južne Dakote, Nebraske in Teksasa
  - Majhen vzhodni del Oregona in Nevade
  - Polavtonomno ozemlje Navajo Nation, ki poleg Nove Mehike in Utaha sega še prek dela Arizone

## Kot poletni čas (severna polobla)

### Severna Amerika
- Kanada
  - Britanska Kolumbija (večina ozemlja), Yukon
- Mehika
  - Spodnja Kalifornija
- Združene države Amerike
  - Celotno ozemlje zveznih držav Kalifornija in Washington
  - Večina Nevade in Oregona
  - Severni del Idaha